# Raffael Gordzielik

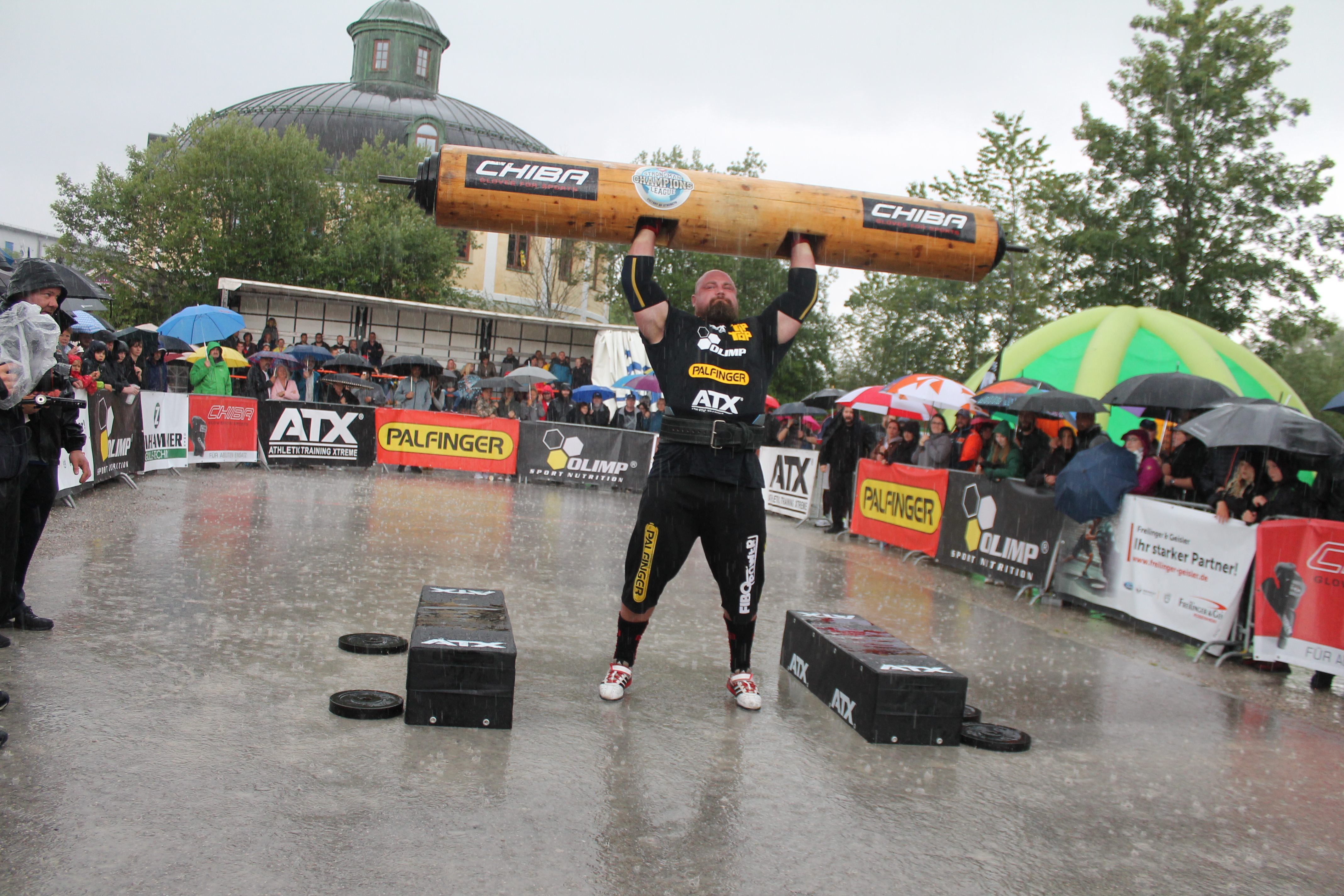
Raffael Gordzielik, 2015

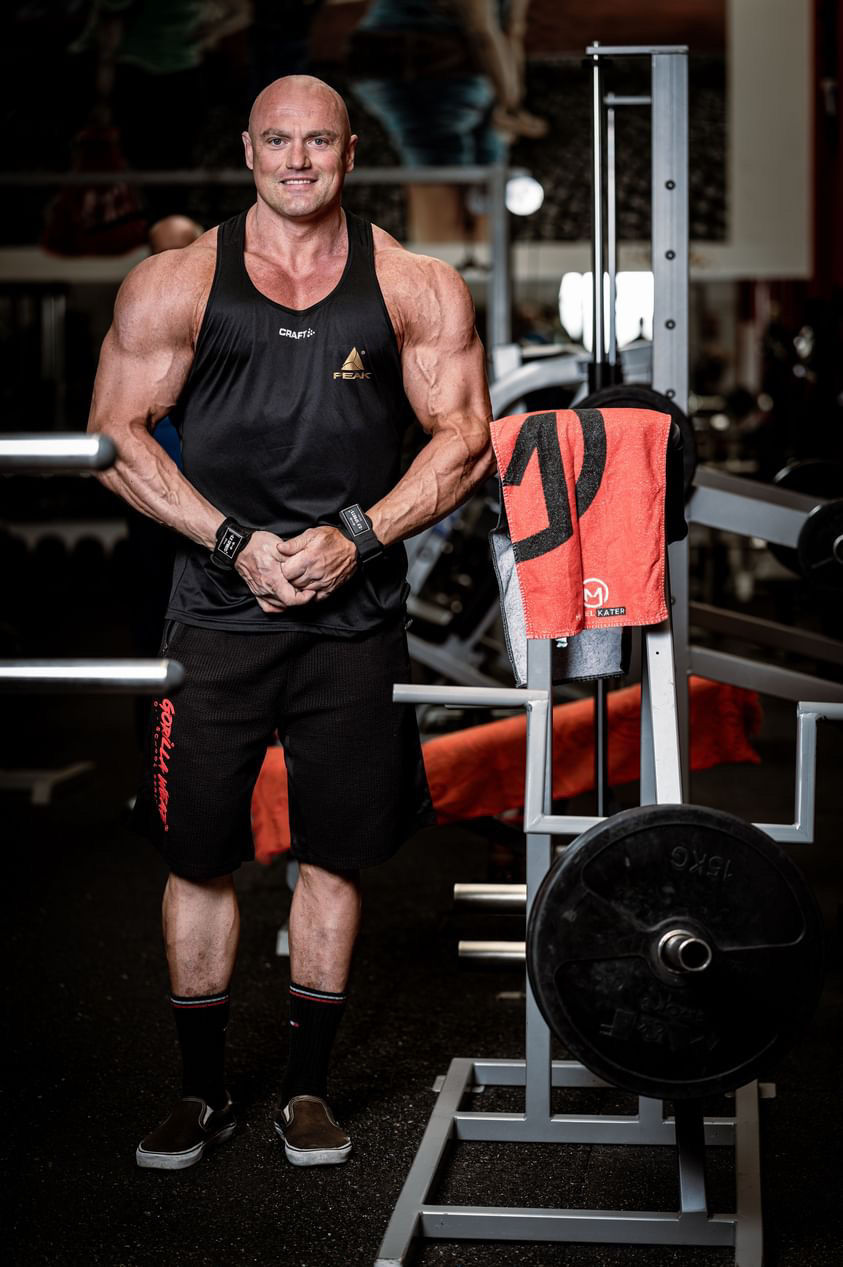

Raffael Gordzielik (* 26. Mai 1985 in Pyskowice (Deutsch: Peiskretscham), Oberschlesien, Polen) ist ein deutscher Kraftsportler sowie Jurist. Gordzielik gewann dreimal in Folge die deutsche Strongman-Meisterschaft als „Stärkster Mann Deutschlands“ (2017, 2018, 2019).

## Leben
Gordzielik zog im Alter von drei Jahren mit seinen Eltern als Spätaussiedler nach Deutschland. Er wuchs in Bad Hersfeld auf und begann in seinem 18. Lebensjahr mit dem Kraftsport.

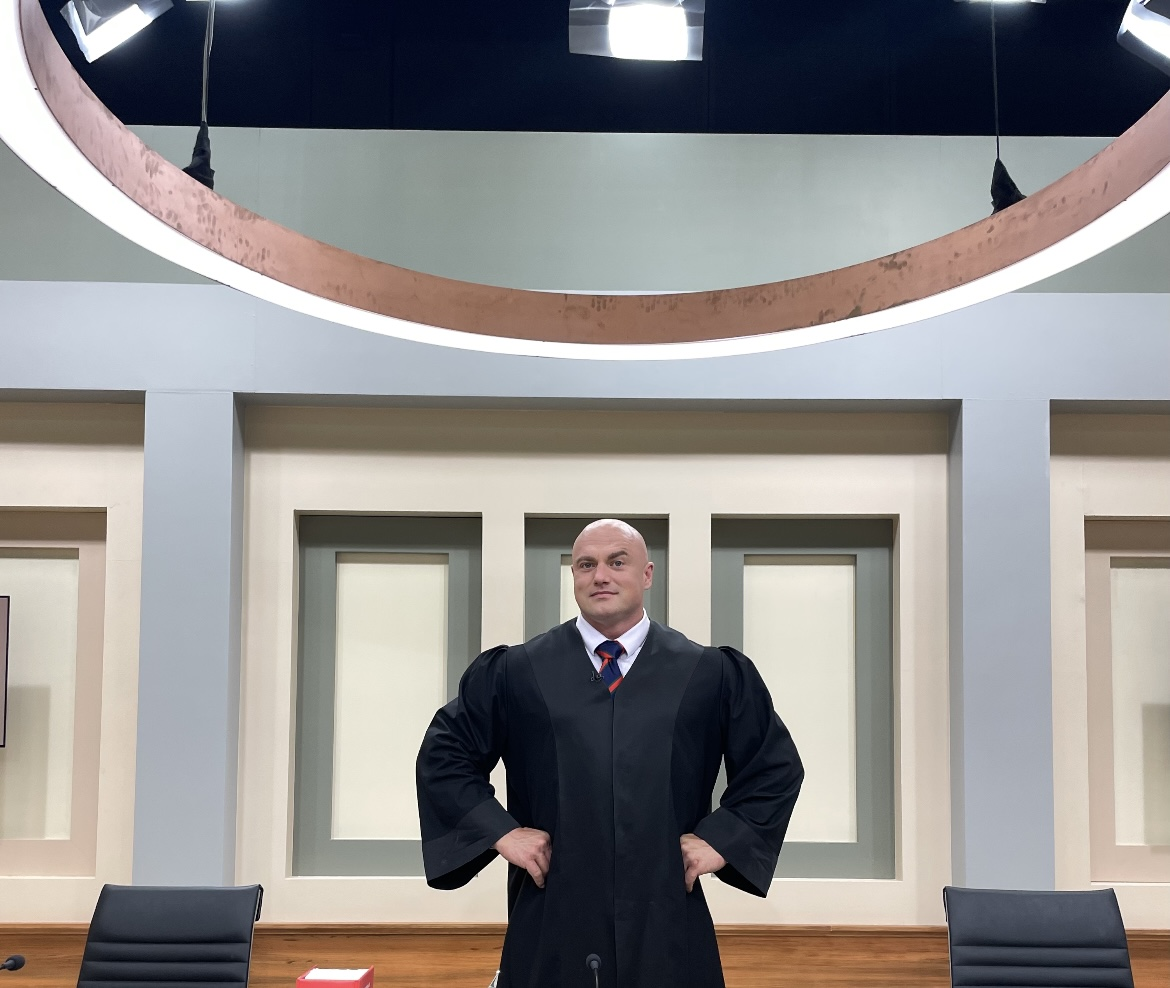

Mit 21 Jahren begann Gordzielik bei den Assindia Cardinals in Essen außerdem, American Football zu spielen. 
Im Jahre 2008 wechselte Gordzielik nach Marburg zu den Marburg Mercenaries und erreichte dort mit seinem Team mehrmals das PlayOff-Halbfinale.
Im Jahre 2012 nahm Gordzielik an einem Strongman-Wettkampf in Gudensberg teil und wurde stärkster Mann aus Hessen.  Dabei erkannte der Kraftsportler Heinz Ollesch sein Talent und motivierte ihn, weiter am Strongman-Sport teilzunehmen. Nach einer Pause 2013 fing Gordzielik 2014 richtig mit Strongman an und wurde 2015 und 2016 deutscher Vize-Meister, in den Jahren 2017, 2018 und 2019 wurde er Stärkster Mann Deutschlands.
Er nahm an internationalen Wettkämpfen wie Europe’s Strongest Man und der Ultimate Strongman World Championship teil, bei denen er gegen die Weltelite wie Hafþór Björnsson und Eddie Hall antrat. Im Herbst 2018 nahm er in Köln an einem Tryout der WWE teil. Danach bekam er ein Angebot ins WWE Performance Center zu reisen und sich dort zu beweisen. Ebenfalls im Jahr 2018 war er auf Pro7 in der Sendung Beginner gegen Gewinner mit Joko Winterscheidt zu sehen.
2019 nahm Gordzielik am größten Strongman-Ereignis der Welt teil, der World Strongest Man in Bradenton, Florida. Dort präsentierte sich Gordzielik stark und verpasste nur knapp die Möglichkeit, in der Disziplin Atlas Stones um den Einzug ins Finale zu kämpfen.
2024 änderte Gordzielik seine sportlichen Ambitionen in Richtung Bodybuilding und nahm über 35 kg ab. Zuletzt war Raffael Gordzielik auf RTL bei Punkt 12 zu sehen und beim Sat1 Frühstücksfernsehen.
Außerhalb des Sports studierte Gordzielik von 2006 bis 2011 Betriebswirtschaftslehre (Abschluss: B.Sc.) und von 2011 bis 2015 Rechtswissenschaften (Abschluss: 1. Staatsexamen), beides an der Philipps-Universität Marburg. Seit 2018 ist er zugelassener Rechtsanwalt. Er ist als Strafverteidiger und Patientenanwalt im Arzthaftungsrecht bundesweit tätig.
Gordzielik hatte einen Auftritt bei Leeroy will’s wissen. Seit 2022 ist er als Strafverteidiger in der Gerichtssendung Ulrich Wetzel – Das Strafgericht auf RTL.

## Maße und Bestleistungen zur aktiven Strongman Zeit

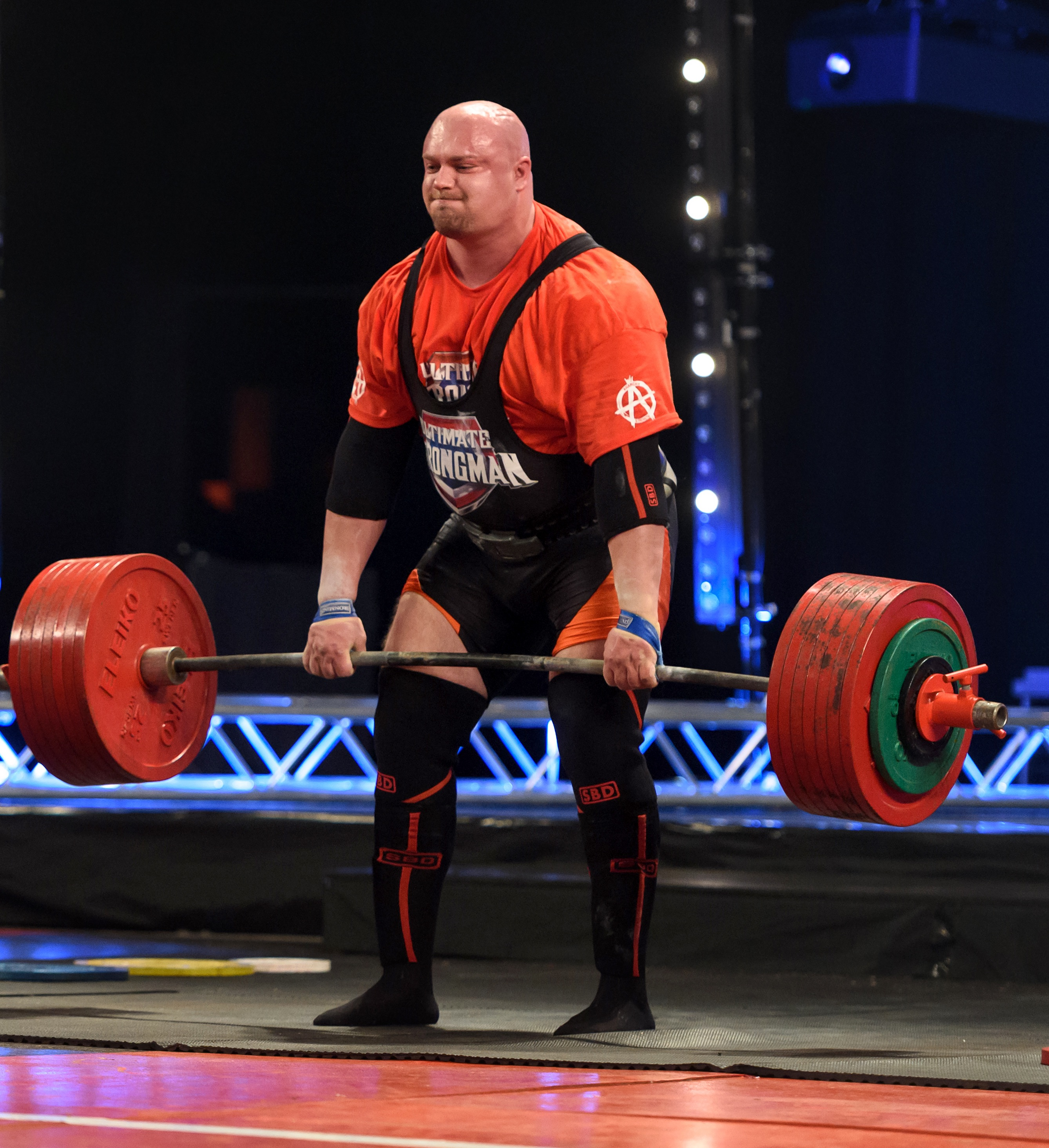
400 kg Kreuzheben (dt. Rekord) beim Ultimate Strongman World Championship in Newcastle, England 2016

- Größe: 200 cm
- Gewicht: 172 kg
- Oberarmumfang: 55 cm
- Bankdrücken: 240 kg
- Kniebeugen: 350 kg
- Kreuzheben: 400 kg (deutscher Rekord)